# داليب تاهيل
داليب تاهيل هو ممثل هندي، ولد في 30 أكتوبر 1952 في الهند.

## أعمال

### أفلام
- (1982) غاندي[1][2][3]
- (1988) من كارثة إلى كارثة
- (1993) الملك العم
- (1993) بازيجار
- (2011) را.وان

## وصلات خارجية
- داليب تاهيل على موقع IMDb (الإنجليزية)
- داليب تاهيل على موقع ألو سيني (الفرنسية)
- داليب تاهيل على موقع أول موفي (الإنجليزية)
- داليب تاهيل على موقع قاعدة بيانات الفيلم (الإنجليزية)
- داليب تاهيل على موقع كينوبويسك (الروسية)